# (17600) Dobřichovice
(17600) Dobřichovice – planetoida z grupy pasa głównego asteroid okrążająca Słońce w ciągu 5 lat i 68 dni w średniej odległości 3 j.a. Została odkryta 18 września 1995 roku w obserwatorium astronomicznym w Ondřejovie przez Lenkę Šarounovą. Nazwa planetoidy pochodzi od czeskiego miasta Dobřichovice. Przed jej nadaniem planetoida nosiła oznaczenie tymczasowe (17600) 1995 SO.